# Пан Когіто
Пан Когіто (латин. Cogito, мислю) — ліричний герой поезій Збіґнєва Герберта. Вперше з'являється у п'ятій поетичній збірці під назвою "Пан Коґіто, виданій у 1974 році.

## Історія створення
Ідея персонажа під іменем пана Коґіто (за словами автора: «священник нашого часу, часу критики», «священник нашого часу, який намагається протистояти відчаю») з'явилася в Гербертау Казімєжі Дольному, ймовірно, наприкінці вересня 1962 р.: «пана Cogito — поетичний цикл про пригоди свідомості; від простого сприйняття світу та уяви до видінь і містичних екстазів».
Формування образу пана Коґіто можна побачити вже у віршах, створених Збіґнєвом Гербертом у Відні (1965/1966 рр.). Перші твори, де зустрічається це ім'я, були опубліковані в польських часописах, що датуються 1969 роком, але повноцінний, потужний, яскравий образ пана Коґіто поет створив у США (1970/1971 р.), де він читав лекції в Каліфорнійському державному Університеті (California State College). Створюючи поетичний цикл, де мова ведеться від імені пана Коґіто, Герберт відійшов від звичайної поетичної форми. Одрах пана Коґіто також з'являється у збірці «Репортаж з обложеного міста».

## Характеристикаперсони/образа
Дослідники літератури відносять персонаж пана Коґіто до т. зв. Персони або Маски (за Юнгом – «маска або роль, яку людина приймає в соціальному житті»). Інший підхід полягає у тому, що пан Коґіто – ліричний герой автора, чиїми устами автор коментує та аналізує дійсність. Сам Збіґнєв Герберт погоджувався з таким тлумаченням, хоча він також був більш схильний називати пана Коґіто «методом», який дозволяє виокремити й об'єктивізувати щось ганебне, індивідуальне або суб'єктивне. Пан Коґіто лідивиться на світ об'єктивно і часто звертається до минулого (наприклад, у поемі «Калігула»), а сам дистанціюється від створеного ним персонажа і ставиться до нього радше з іронією.
Ім'я героя походить від латинської сентенції Декарта: Cogito ergo sum (мислю, отже існую). Пан Когіто з'являється і у пізніших творах Збіґнєва Герберта. Поет, який завжди уникав прямих висловлювань, створює героя, який розділяє чимало рис свого творця, і водночас уособлює сучасну людину — розумну й освічену, і водночас нездатну змиритися з навколишнім світом і станом речей в країні. Хоча він має міцний моральний стрижень, непохитний і вірний своїм цінностям, він також бореться з невпевненістю та сумнівами, і це лише підкреслює його героїзм. Пан Когіто, залежно від поезії, бере на себе різні ролі: мудреця для свого покоління («Послання пана Когіто»), мораліста («Пан Когіто розмірковує про страждання») тощо. Пан Когіто, залежно від теми поезії, постає як її ліричний герой (і мова йде від першої особи, як і Пан Когіто думає про повернення до рідного міста), або просто героєм (і мова йде від третьої особи, «зі сторони», Пан Когіто читає газету тощо).